# Agatha Streicher
Agatha (ook Agathe) Streicher (Ulm, 1520 – aldaar, 1581) was een Duitse arts die haar hele leven in Ulm woonde. Ze wordt gezien als de eerste vrouwelijke arts in Duitsland.

## Levensloop
Streicher was de dochter van Helena en Augustin. Ze mocht als vrouw geen geneeskunde studeren aan de universiteit en deed haar kennis van geneeskunde hoogstwaarschijnlijk op in de praktijk van haar broer Hans Augustin, die zelf arts was. Uiteindelijk werd erkend dat ze over voldoende kennis beschikte om geneeskunde uit te oefenen en mocht ze op 15 maart 1561 de eed van Hippocrates afleggen, die sinds 1533 bindend was. Ze werd aangesteld als "niet-academisch arts" in Ulm en mocht geneeskunde uitoefenen in een privépraktijk. 
Haar reputatie verspreidde zich tot ver en velen kwamen naar Ulm om bij haar een behandeling te volgen, zoals bijvoorbeeld de prinses van Hohenzollern en de bisschop van Speyer. Ze stond vooral bekend om de door haarzelf ontwikkelde remedie tegen nierstenen. In 1576 werd ze naar Regensburg uitgenodigd, aan het bed van keizer Maximiliaan II, omdat hij aan ernstige jicht leed. Hoewel ze de keizer niet kon genezen, schreef ze vier medicijnen voor om zijn lijden te verlichten en bleef ze aan zijn zijde tot aan zijn dood.
Ze was aanhanger van de evangelische groepering van Caspar Schwenckfeld. Vanaf 1575 werd de druk op zijn volgelingen in Ulm opgevoerd, maar Streicher bleef in Ulm wonen en werken. Ze schreef in 1581 haar testament, waarin ze haar vermogen naliet aan arme volgelingen van Schwenckfeld. Streicher overleed drie maanden later onder onduidelijke omstandigheden en werd oneervol begraven, zonder medewerking van de kerk of de stad.
Ze werd geëerd met een standbeeld, een gedenkteken en een straat in Ulm. Ursula Niehaus schreef een roman over Streicher.
- Gemeinsame Normdatei: 101236657X
- Virtual International Authority File: 171847150
- WorldCat: E39PBJbGTcbf9x6jCqpQGWyrv3